# Nocturn op. 42, Beethoven
El Nocturn op. 42 de Ludwig Van Beethoven, és un arranjament per viola i piano de Franz Xaver Kleinheinz (1765-1832) del trio de Corda de l'Op. 8 per violí, viola i cello, escrit per Beethoven entre el 1795 i el 1797 i publicat al 1797 a Viena. El trio original té el nom de Serenata, que és un sinònim de Notturno.

## Primer arranjament, Franz Xaver Kleinheinz.
Franz Xaver Kleinheinz, un pianista bastant reconegut de l'època a Viena i contemporani a Beethoven, li va enviar aquest arranjament per a la seva revisió i un cop corregida la van publicar. En una de les converses mentre duien a terme aquesta revisió de l'arranjament, el propi Beethoven li escrivia: "die Übersezungen sind nicht von mir, doch sind sie von mir dur[ch]gesehen und stellenweise ganz verbessert worden, also komt mir ja nicht, daß ihr da schreibt, daß ich's übersezt habe, weil ihr sonst lügt, und ich auch gar nicht die Zeit und Geduld dazu zu finden wüste".

## Modificació de l'arrangament, William Primerose.
Posteriorment, al segle xx, William Primerose en la seva revisió publicada el 1952, adapta l'arranjament de Kleinheinz per a una millor utilitat en concert (canvis en la repartició de material entre viola i piano, canvi d'algunes textures d'acompanyament...) com bé diu a una de les portades de l'editorial que publicava aquesta obra: "This work is a transcription, almost certainly by Beethoven himself, of the Serenade, op. 8, for string trio, originally published [as op. 42] in 1804 by Hoffmeister and Kühnel ... The present edition has been rendered practicable for modern concert use" (cal remarcar que encara no es sabia que realment l'arranjament no corresponia al propi Beethoven, sino al Kleinheinz).

## Estructura de l'obra
L'obra consta de 8 moviments i té una duració aproximada de 25-30 minuts.
1. Marcia. Allegro.
2. Adagio.
3. Menuetto. Allegretto.
4. Adagio.
5. Scherzo: Molto allegro.
6. Allegretto alla Polacca.
7. Tema. Andante quasi Allegretto
8. Marcia. Allegro[3]

### 1.Marcia. Allegro.
Introducció d'un tema en Re major de caràcter marcial en 4/4 per part del piano amb la viola acompanyant amb acords. Consta de tres seccions: la primera en re major, la segona en fa# major i finalment re-exposa la marxa introduint un nou tema en Re menor. En aquesta moviment trobam el tema principal que després es convertirà en el tema amb variacions del 7è moviment canviant radicalment el caràcter.

### 2.Adagio.
El tema en Re major i 3/4 l'exposa el piano juntament amb l'acompanyament de la viola imitant un duet de trompes. Després de desenvolupar aquesta idea modula a la tonalitat de La major (Dominant de Re major) per així, al compàs 19 exposar el segon tema d'aquesta primera secció
A partir del compàs 30 trobam la segona secció, que en primera instància, en la tonalitat de Re menor es presenta breument un tema nou al piano per acabar modulant a Fa major i utilitzant el material de la cadència de la primera secció. Finalment, a partir del compàs 32 es re-exposa el tema principal (aquesta vegada per part de la viola).

### 3.Menuetto. Allegretto.
En aquest moviment trobam una forma molt típica de l'època clàssica, la forma menuetto-trio en Re major i compàs de 3/4. També trobam un contingut humorístic i paròdic molt notable sobretot a l'inici del trio, però també en la ruptura d'expectatives com pot passar al compàs 10-11 amb l'aparició d'aquest element melòdic de la viola que ens pot recordar a unes rialles.

### 4 i 5.Adagio i Scherzo: Molto Allegro.
Aquests dos moviments es podrien explicar junts, no obstant, depenent de les fonts consultades els trobem separats com dos moviments diferents, com podem observar en llibres com el de Reinhold Brinkmann, Beethoven and his world, citat abans, o junts, en el cas de llibres com el de Angus Watson, Beethoven's Chamber Music in Context. Això és degut al fet que l'estructura és una alternança entre l'Aadagio en Re menor i l'Scherzo en Re major (Adagio-Scherzo-Adagio-Scherzo,Adagio), ambdós en compàs de 2/4. A pesar de les repeticions, cada cop es modifica o ornamenta alguns elements. Una de les modificacions més notables és la interrupció de al compàs 12 del segon Scherzo quedant sobre la dominant de la dominant de la tonalitat principal (Re major).

### 6.Allegretto alla Polacca.
El moviment està escrit en Fa major (únic moviment que comença en un centre tonal diferent a Re), i el compàs és 3/4. La forma correspon a un Rondó (A-B-A-C-A-D-A-E-A i coda). El ritme típic de la polonesa el trobem clarament al compàs 52 al piano.

### 7.Tema. Andante quasi Allegretto.
Tema amb variacions en Re major en 2/4. Consta de 6 variacions del tema original sense cambiar la tonalitat principal a part de la 3ª que està escrita en Re menor. A la 5ª variació apareix un canvi de tempo amb un Allegro en 6/8 que comença a anunciar el final de l'obra, i la última, pareix una re-exposició del tema principal però en la tonalitat de Sib major i una contradansa com a acompanyament.
Algunes fonts relacionen la 5ena variació com una paròdia d'una de les àries tràgiques més famoses del compositor Christoph Willibald Gluck, "Che farò senz Euridice" de Orfeo ed Euridice.

### 8.Marcia: Allegro.
Re-exposició de la marxa inicial de l'obra en Re major.

## Enregistraments
1. Dejan Mladjenovic, viola Igor Lazko, piano (Versió de William Primerose).
2. Tabea Zimmermann, viola de Beethoven Hartmut Höll, Hammerflügel (fortepiano) (Versió de Franz Xaver Kleinheinz).